# Emilio de Brigard Ortiz
Emilio de Brigard Ortiz (Chía, Cundinamarca, 15 de mayo de 1888 – Bogotá, 6 de marzo de 1986) fue un eclesiástico colombiano de la Iglesia católica. Desde 1944 hasta su fallecimiento en 1986, fue obispo auxiliar de la Arquidiócesis de Bogotá. Fue conocido por su compromiso con la educación y la caridad.

## Biografía

### Primeros años y formación
Nació el 15 de mayo de 1888 en la finca el Rincón, en el municipio de Chía, departamento de Cundinamarca, Colombia. Era de ascendencia española, francesa y polaca. Su tatarabuelo fue Antonio Nariño, el luchador independentista y estadista colombiano. Sus padres, Luís de Brigard Saíz y María Josefa Ortiz Álvarez, provenían de familias prominentes. Inculcaron en Brigard principios humanitarios y una devota fe católica. Tuvo tres hermanos: Julio, Arturo y María Luisa.
Brigard fue admitido de niño al Seminario Mayor de Bogotá para estudiar. Fue ordenado sacerdote el 28 de octubre de 1911, a la edad de 23 años, por el arzobispo de Bogotá, Bernardo Herrera Restrepo. Unos meses más tarde fue nombrado capellán del Asilo de San Antonio. Poco después, fue enviado a Roma, Italia, e ingresó al Pontificio Colegio Pío Latino Americano. Obtuvo dos títulos avanzados de la Pontificia Universidad Gregoriana, graduándose con su doctorado en Teología en 1915 y su doctorado en Derecho Canónico en 1917.

### Sacerdocio
Tras completar su educación en Roma, regresó a Colombia en 1918 y comenzó una larga y variada carrera al servicio de la Arquidiócesis de Bogotá. Su labor se centró a menudo en el cuidado de niños, pobres y enfermos, y se dedicó a luchar por mejores condiciones laborales para los obreros. Brindó apoyo a casas de beneficencia con escasos recursos y ofreció caridad a los necesitados. Fue muy estimado por quienes sirvió y con quienes trabajó, y lo apodaron cariñosamente "el Doctorcito" (diminutivo de "Doctor").
Oficialmente, desempeñó varios cargos a lo largo de su sacerdocio: director del Hogar para Niños Desamparados y capellán del monasterio de la Orden de la Visitación en Bogotá. Sin embargo, fue más conocido por ser capellán de los colegios Gimnasio Moderno, Gimnasio Nuevo, Gimnasio Femenino y el Colegio de la Presentación Centro en Bogotá. También formó parte del profesorado del Seminario Mayor de Bogotá, su alma mater, y de la Pontificia Universidad Javeriana, entre otros. También fue canciller de la arquidiócesis.

### Episcopado
El 29 de julio de 1944, Brigard fue nombrado obispo auxiliar de Bogotá y obispo titular de Coracesium por el papa Pío XII. Su consagración episcopal tuvo lugar el 3 de septiembre de 1944 en la Catedral de Bogotá, de manos del arzobispo de Bogotá Ismael Perdomo Borrero, como consagrador principal. El obispo de Manizales, Luis Concha Córdoba, y el obispo de Antioquía, Luis Andrade Valderrama, sirvieron como co-consagrantes.
Como obispo auxiliar, Brigard se hizo muy amigo del arzobispo Perdomo. A mediados de la década de 1940, el arzobispo tenía más de 70 años, y Brigard lo ayudó a dirigir la archidiócesis. Brigard a menudo representaba a la arquidiócesis en eventos internacionales, como el Segundo Congreso Eucarístico Nacional en Ecuador en 1949 y la visita ad limina en la ciudad del Vaticano en 1950. Cuando el arzobispo Perdomo murió el 3 de junio de 1950, Brigard fue nombrado vicario capitular, en cuya capacidad administró la archidiócesis hasta el 8 de septiembre de 1950, cuando Crisanto Luque Sánchez fue instalado como nuevo arzobispo de Bogotá. Luego se convirtió en el vicario general de la arquidiócesis.
A lo largo de su episcopado, Brigard ordenó a muchos sacerdotes y co-consagró a varios obispos. Ordenó al pbro. José Miguel López Hurtado en 1946, y ordenó a dos sacerdotes que luego se convirtieron en obispos: Héctor Luis Gutiérrez Pabón en 1962 y Fabio Suescún Mutis en 1966. Los obispos que co-consagró fueron: Vicente Roig y Villalba en 1945, Luis Pérez Hernández en 1946, Camilo Plácido Crous y Salichs en 1947, Baltasar Álvarez Restrepo en 1949, Antonio Torasso en 1952, Pedro Grau y Arola en 1953 y Pablo Correa León en 1957.
El 11 de octubre de 1961, Brigard celebró su Jubileo de Oro, el 50 aniversario de su ordenación sacerdotal. La ocasión fue un evento social muy importante en Bogotá, con muchas personas prominentes asistiendo a las ceremonias. Incluso fue honrado por el Papa, quien lo elevó a arzobispo titular de Dysti dos días antes del aniversario. A partir de 1962, asistió a las cuatro sesiones del Concilio Vaticano II. Para su 90 cumpleaños en 1978, pidió a sus muchos amigos que, en lugar de darle regalos, lo ayudaran a iniciar una fundación caritativa.

### Muerte y legado
Brigard falleció el 6 de marzo de 1986 en Bogotá. Está enterrado en la Catedral Primada de Bogotá. Su legado sigue vivo en la fundación benéfica que fundó, que ahora lleva su nombre, y en las instituciones educativas el colegio Gimnasio Emilio de Brigard y el Colegio Parroquial monseñor Emilio de Brigard, ambos en Bogotá, que también llevan su nombre. La Fundación Emilio de Brigard tiene su sede en el Gimnasio Moderno, donde Brigard fue capellán.